# Leni Larsen Kaurin
Leni Larsen Kaurin (* 21. März 1981 in Ålesund) ist eine ehemalige norwegische Fußballspielerin. Die Mittelfeldspielerin spielte zuletzt in der Saison 2013 für den norwegischen Toppserien-Verein Stabæk FK und die Norwegische Nationalmannschaft.

## Werdegang

### Vereinsspielerin
Larsen Kaurin begann ihre Karriere beim Verein Skarbøvik. Über die Stationen Fortuna-Ålesund und Team Strømmen FK kam sie 1998 zum Verein Asker SK. Mit Asker wurde sie 1998 und 1999 norwegischer Meister und in den Jahren 2000 und 2005 Pokalsieger. Als dem Verein nach der Saison 2005 die Lizenz verweigert und zum Abstieg in die zweite Liga verurteilt wurde, blieb sie ihrem Verein treu, der sich mittlerweile in Asker FK umbenannt hat. Nach nur einem Jahr stieg sie mit ihrer Mannschaft wieder auf und erreichte 2007 erneut das Pokalfinale. Dort unterlag sie mit ihrer Mannschaft gegen Kolbotn IL.
Nach dem Ende der Saison wechselte sie zum deutschen Bundesligisten 1. FFC Turbine Potsdam. Ihr Debüt für die „Turbinen“ feierte sie am 25. November 2007 im DFB-Pokal-Achtelfinale beim SC 07 Bad Neuenahr. Den ersten Titel in Deutschland gewann sie am 12. Januar 2008 mit dem DFB-Hallenpokal. Ihr Bundesligadebüt gab sie am 24. Februar 2008 gegen den Hamburger SV. Ihr erstes Bundesligator folgte am 1. Juni 2008, als sie im Spiel bei Bayern München einen Freistoß direkt verwandelte. Am 24. Januar 2009 konnte sie mit ihrer Mannschaft erneut den DFB-Hallenpokal gewinnen und wurde am Saisonende deutsche Meisterin. Anfang Februar 2010 wechselte sie zum 1. FFC Frankfurt, den sie aber zum Saisonende wieder verließ und einen Vertrag beim VfL Wolfsburg unterzeichnete. Nach Ablauf der Saison 2011/2012 kehrte sie nach einem Abstecher zum kanadischen W-League-Teilnehmer Ottawa Fury zurück in ihre norwegische Heimat und spielte bis Ende 2013 für Stabæk FK. Überschattet wurde ihr Vertragsende bei Stabæk von Vorwürfen Larsen Kaurins gegen ihren Vereinstrainer Øyvind Eide wegen sexueller Belästigung.

### Nationalspielerin
Mit der norwegischen Nationalmannschaft nahm sie 2007 an der Weltmeisterschaft in der Volksrepublik China teil und belegte dort den vierten Platz. Bei den Olympischen Spielen 2008 in Peking erreichte sie mit Norwegen das Viertelfinale. Kaurin hatte bei der Fußball-Europameisterschaft der Frauen 2009 in Finnland drei Einsätze und erreichte mit ihrer Mannschaft das Halbfinale. Sie wurde in den Kader für die WM in Deutschland berufen. Beim Vorrundenaus der norwegischen Mannschaft kam sie in zwei Spielen zum Einsatz.

## Erfolge
Nationalmannschaft
- Finalist Europameisterschaft 2013
- Vier-Nationen-Turnier-Sieger 2013

Asker FK
- Norwegischer Meister 1998, 1999
- Norwegischer Pokal-Sieger 2000, 2005

1. FFC Turbine Potsdam
- Deutscher Meister 2009
- DFB-Hallenpokalsieger 2008, 2009, 2010

## Privat
Larsen Kaurin absolviert ein Fernstudium der norwegischen Literatur. Neben ihrem Studium betreute sie zweimal pro Woche Kinder und Jugendliche im „Kinderclub Junior“ des SC Potsdam.